# سباق القوة والتحدي
سباق القوة والتحدي مسلسل رسوم متحركة كوري جنوبي عرض لأول مره في 18 مايو 1998 واستمر عرضه حتى 18 أغسطس 1998 . تمت دبلجة المسلسل للغة العربية وعرض على قناة إم بي سي 3 .

## القصة
تتحدث القصة عن بطولة السيارات الصغيرة ذات التحكم عن بعد وعن الصبي (برق) الذي تصاب امه بحادث سير خطير وتفقد وعيها بغيبوبة مؤقته فيتم السفر بها إلى الولايات المتحدة الأمريكية للعلاج وهناك يتعلم (برق) من أحد زعماء قبيلة الهنود الحمر حركة تسمى حركة التنين اللولبية ويهديه سيارة سباق صغيرة وبعد سنتين يعود
```
(برق)وابوه إلى الوطن ويلتحق (برق)بالمدرسة ويتعرف على فريق السرعة وهم (جمال ونبيل وسامر) وينظم إليهم برفقة زميلته (حلا) لمواجهة فريق النمور في مباراة تحدي بقيادة الكابتن (سائد) الذي كان يمتلك حركة تسمى نسر النار فيفشل (برق) باستخدام حركة التنين اللولبية أمام نسر النار لكن (سائد) لم يخفي إعجابه ب (برق) واعتبره منافسه الأول بعدها قرر كابتن فريق السرعة (جمال) التخلي عن منصب القيادة وتسليمها ل (برق) وكان الفريق يحتاج لمدرب لخوض مباريات البلاد لسباق السيارات الصغيرة ذات التحكم عن بعد فقررت ممرضة المدرسة الآنسة 
```

(مها) تحمل مسؤولية المدرب رغم اعتراض (برق) في البداية لكن سارت الأوضاع بشكل جيد معهم ومن انتصار إلى آخر ولكن بعدها اكتشفت الآنسة (مها) عودة المتسابق السابق وبطل قارة آسيا (جلال)عودته إلى البلاد فقد كان خصماً لرفيقها الكابتن (حسام) والذي كان بطل الأولمبياد ولكنه اعتزل عندما تواجها وكاد (حسام) أن يودي بحياة (جلال) بسبب حركة زوبعة التنين لهذا قرر الاعتزال واختفى عن الأنظار وظل (جلال) يبحث عنه للانتقام منه فقرر الاعتزال هو الآخر وتدريب فريق النمور وتعليم (سائد) حركة نسر النار وبعدها عاد (حسام) مع ابن أخته (أيمن) الذي كان يجيد استخدام جهاز التحكم بمهارة فانظم مؤقتا إلى فريق السرعة بعد أن تعرض (نبيل) لكسر في قدمه ووصل بالفريق إلى المباراة النهائية لمواجهة فريق النمور بقيادة المدرب (جلال) وفريق السرعة بقيادة المدرب (حسام) الذي استلم تدريب الفريق من الآنسة (مها) ويعلم (برق) حركة جديدة اسمها عرين التنين وهي التي تجمع بين حركة التنين اللولبية وحركة زوبعة التنين لينتصر فريق السرعة بقيادة (برق) وتعود والدة (برق) إلى طبيعتها.

## روابط خارجية
- 스피드왕 번개 - 미만부